# Жан Босежур
Жан Босежур (ісп. Jean Beausejour, нар. 1 червня 1984, Сантьяго) — чилійський футболіст, півзахисник збірної Чилі та клубу «Коло-Коло».

## Клубна кар'єра
У дорослому футболі дебютував 2002 року виступами за команду клубу «Універсідад Католіка». Провівши одну гру за цей клуб, перейшов до іншого чилійського клубу, «Універсідад де Консепсьйон», після одного року в якому знову повернувся до «Універсідад Католіка».
Згодом з 2004 по 2008 рік грав у складі команд швейцарського «Серветт», бразильського «Греміо», бельгійського «Гента», чилійських «Кобрелоа» та «О'Хіггінса».
Своєю грою за останню команду привернув увагу представників тренерського штабу мексиканського клубу «Америка», до складу якого приєднався 2008 року. Відіграв за команду з Мехіко наступні два сезони своєї ігрової кар'єри. Більшість часу, проведеного у складі «Америки», був основним гравцем команди.
З 2010 року грає в Англії, спочатку захищав кольори «Бірмінгем Сіті», а з 2012 грає за «Віган Атлетік».

## Виступи за збірну
2004 року дебютував в офіційних матчах у складі національної збірної Чилі. Наразі провів у формі головної команди країни 73 матчів, забивши 6 голів.
У складі збірної був учасником чемпіонату світу 2010 року у ПАР, розіграшу Кубка Америки 2011 року в Аргентині.

## Титули і досягнення

### Клубні
- Володар Кубка Футбольної ліги:

«Бірмінгем Сіті»:  2010-11
- Володар Кубка Англії:

«Віган Атлетік»:  2012-13
- Чемпіон Чилі:

«Коло-Коло»: 2015-А
«Універсідад де Чилі»: 2016-17-К

### Міжнародні
- Володар Кубка Америки:

Чилі: 2015, 2016